# Hans-Dieter Hillmoth
Hans-Dieter Hillmoth (* 3. Januar 1953 in Münster; † 23. März 2023 in Wehrheim) war ein deutscher Journalist und Rundfunkmanager. Von 1989 an war er Programmdirektor und ab 1991 zudem Geschäftsführer der Radio/Tele FFH. Diese Positionen hatte er bis 2019 inne.

## Leben
Nach dem Abitur 1971 am Ratsgymnasium in Münster studierte Hillmoth Elektrotechnik/Nachrichtentechnik an der Technischen Universität Braunschweig. Das Studium schloss er als Diplom-Ingenieur ab. Im Anschluss (1979/80) volontierte er bei den Westfälischen Nachrichten in Münster, für die er bis 1983 als Zeitungsredakteur arbeitete. Von 1983 bis 1986 arbeitete Hillmoth als Fernsehredakteur beim Hessischen Rundfunk, von 1986 bis 1989 als „Leiter Hörfunk“ beim Münchener Zeitungsverlag, unter anderem für den Privatsender Radio Charivari.
Am 1. April 1989 war Hillmoth der erste Mitarbeiter der Radio/Tele FFH. Er baute die Sender HIT RADIO FFH, Planet Radio und harmony.fm auf. In seiner Amtszeit wurde FFH nach Hörerzahlen Marktführer in Hessen und der zweitgrößte private Radiosender Deutschlands. Seit dem Sendestart von Radio FFH am 15. November 1989 gab Hillmoth allen Mitarbeitern jährlich an Heiligabend frei und moderierte die Sendung „Hessische Weihnacht“ (17 bis 24 Uhr). Seit 2004 war Hillmoth Alleingeschäftsführer der Radio/Tele FFH.
Hans-Dieter Hillmoth gehörte von 2004 bis 2021 dem Aufsichtsrat der Deutschen Presse-Agentur an, war Vorsitzender des Aufsichtsrates der Radio Marketing Service (RMS), stellvertretender Vorsitzender des Aufsichtsrates der Verwertungsgesellschaft VG Media / heute Corint Media, Geschäftsführer der RTL Hessen Lizenznehmer GmbH und Mitglied im Gesamtvorstand und Radiovorstand des „VAUNET – Verband Privater Medien“ (ehemals VPRT).  Für sein Wirken im Radio wurde er von Hessens Ministerpräsident Bouffier 2019 mit dem Hessischen Verdienstorden ausgezeichnet. 2020/21 erhielt er den Hessischen Journalistenpreis für sein Lebenswerk.
Hillmoth, ab 2012 Mitglied des Aufsichtsrates der Frankfurter Volksbank, war ab April 2018 Aufsichtsrats-Vorsitzender. Ab 2019 war er Vorsitzender im Vorstand des Fördervereins Saalburg e. V. Er war Mitglied der Nominierungskommission des Grimme-Institutes zum Deutschen Radiopreis.

## Ehrenamtliches Engagement
Hans-Dieter Hillmoth gehörte der Frankfurter Gesellschaft an, war Mitglied im Rotary-Club Bad Homburg-Kurpark, des Kassel-Beirates und des Beirates der Burgfestspiele Bad Vilbel.

## Privatleben
Hillmoth war mit Ursula Hillmoth verheiratet. Er starb am 23. März 2023 im Alter von 70 Jahren an den Folgen eines Herzinfarkts.